# Lucy Griffiths

Lucy Ursula Griffiths (Brighton, 10 oktober 1986) is een Britse actrice.
Lucy Griffiths is bekend geworden door het spelen van de rol van Lady Marian in de BBC dramaserie Robin Hood (2006) en als Nora Gainesborough, de "zus" van Eric Northman in de HBO-serie True Blood (2012-2013).

## Biografie
Griffiths zat op diverse scholen: RoedeanSchool, Windlesham House School, Dorothy Stringer Highschool en het Varndean College. Ze was deelneemster bij het National Youth Music Theatre.

## Carrière
Haar eerste televisierollen waren in Sea of Souls en Sugar Rush en op het toneel in The White Devil.
In februari 2006 werd bekendgemaakt dat zij de rol van lady Marian zou gaan spelen in een nieuwe BBC-dramaserie rondom Robin Hood, met in de hoofdrol Jonas Armstrong. Zelf zei Griffiths over haar rol dat Lady Marian in deze versie "has been written as an intelligent, witty, biting character, and that's how I expected her to be."
Griffiths kwam in het tweede seizoen (2007) terug als Lady Marian, maar werd in de laatste aflevering van dat seizoen gedood. De fans van de serie waren daar niet blij mee, maar de geruchten waren dat zij andere mogelijkheden wilde verkennen, en mogelijk de oversteek wilde maken naar Hollywood. Andere geruchten waren dat ze niet meer paste in een andere opzet van de serie. Aan het einde van het derde seizoen kwam ze nog wel even terug als geestverschijning.
In 2009 maakte zij haar debuut op het toneel in een West Endproductie; een herneming van Arcadia en was ze te zien in het ITV1 drama Collision en op 5 september 2010, opnieuw bij ITV, als 'Bethan Ancell' in U Be Dead, op 1 november 2010 in The Little House.
In januari 2011 tekende ze een contract bij CBS in Amerika. Er werd bekendgemaakt dat ze de rol van Jenna Lestrade zou gaan spelen, de hoofdrol in de pilot van CW zombieserie Awakening, maar de serie kreeg geen vervolg.
In november 2011 werd bekend dat Griffiths de rol zou gaan spelen van Nora, de zus van vampier Eric Northman (Alexander Skarsgård), in het vijfde seizoen van de HBO-serie True Blood. Nora komt niet voor in de boeken The Southern Vampire Mysteries waarop de tv-serie is gebaseerd, maar ze wordt beschreven als "intelligent, intimidating, cool under pressure and a very good liar", volgens TV Line. In november 2011 was Griffiths ook op het toneel te zien in het Finborough Theatre in Londen in het toneelstuk Atman van Iain Finlay Macleod.
Ze sprak de stem in van Mabel Dobbs in The Auntie Matter, het Doctor Who hoorspel van Big Finish Productions, dat te beluisteren was in januari 2013.
Ook bekwaamde ze zich in mime en haalde haar diploma op een wereldberoemde mimeschool in Parijs. Ze merkte daarover op dat Marcel Marceau haar grote inspirator was op het gebied van de kunst van emotieoverbrenging door middel van slechts gebaren. Ze sprak ook haar bewondering uit voor het werk van Judi Dench, Kate Winslet en Jennifer Saunders.
Griffiths werd gecast in Constantine voor de vrouwelijke hoofdrol van Liv Aberdine, de dochter van een overleden vriend van John Constantine (Matt Ryan), die haar paranormale gaven ontdekt. Ze vormt met hem een team om de demonen te bestrijden die het op haar gemunt hebben en leert zo meer over haar overleden vader. Ze werd van de rol afgehaald toen de regisseurs Goyer en Cerone besloten een andere richting in te slaan met de serie en het originele karakter Zed uit de Comicstrips een plaats te geven in de serie. De rol van Liv Aberdine werd later ingevuld door Angélica Celaya. Enkele slotscènes van de pilotaflevering werden opnieuw opgenomen om uit te leggen waarom Liv niet meeging in de avonturen, zoals oorspronkelijk de bedoeling was.
Op 9 april 2015 werd Griffiths gecast voor de nieuwe AMC-serie Preacher als Emily Woodrow, beschreven als een "no-nonsense" moeder, single mother, waitress, organiste en boekhoudster van de kerk en de trouwe rechterhand van de hoofdpersoon Jesse Custer (Dominic Cooper).

## Overzicht televisiewerk
| Jaar      | Titel               | Rol                |
| --------- | ------------------- | ------------------ |
| 2006      | Sea of Souls        | Rebecca            |
| 2006      | Sugar Rush          | Lettie             |
| 2006-2009 | Robin Hood          | Lady Marian        |
| 2009      | U Be Dead           | Betha Ancell       |
| 2009      | Collision           | Jane Tarrant       |
| 2010      | Lewis               | Madeline Esher     |
| 2010      | The Little House    | Ruth               |
| 2011      | Billboard           | De ex              |
| 2011      | Awakening           | Jenna Lestrade     |
| 2012-2013 | True Blood          | Nora Gainesborough |
| 2013      | The Numbers Station | Meredith           |
| 2014      | Winter's Tale       | Moeder van Peter   |
| 2014      | Constantine         | Live aberdeen      |
| 2015      | Uncanny Joy         | Joy Andrews        |
| 2016      | Preacher            | Emily Woodrow      |

- Biblioteca Nacional de España: XX5523342
- International Standard Name Identifier: 0000 0000 5912 5861
- Library of Congress Control Number: no2009061087
- Istituto Centrale per il Catalogo Unico: UBOV422523
- Virtual International Authority File: 103149294305280521626